# Oliver Lines
Oliver Lines est un joueur professionnel anglais de snooker né le 16 juin 1995 à Leeds. Il est le fils de Peter Lines, également joueur de snooker professionnel.
Lines dispute sa seule finale pendant la saison 2014-2015, à l'Open de Haining, un tournoi mineur, où il s'incline face à Stuart Bingham. Son meilleur résultat en tournoi classé est quart de finale, à deux reprises. 

## Carrière
Lines passe du football au snooker à l'âge de 14 ans. 
Il remporte en 2014 le championnat d'Europe des moins de 21 ans, ce qui lui permet d'intégrer le circuit professionnel,. Au cours de la saison 2014-2015, Oliver Lines atteint la finale de la seconde épreuve du championnat du circuit des joueurs asiatiques, l'Open de Haining. Après avoir remporté six matchs au cours du tournoi, il s'incline finalement face à Stuart Bingham 4-0. Lines se distingue également lors du championnat international à Daqing, écartant à la surprise générale le no 1 mondial et champion du monde en titre Mark Selby au premier tour, sur le score de 6-4, alors qu'il était mené 4-0. 
Lines est nommé révélation de l'année 2015 après un bon début de saison.
À l'Open d'Inde de 2016, Lines aligne les huitièmes de finale d'un tournoi classé pour la première fois en battant Graeme Dott et Andrew Higginson, puis s'incline sur le score de 4 manches à 2 contre Shaun Murphy. Après avoir défait Martin O'Donnell au premier tour du championnat du Royaume-Uni, Lines élimine le no 3 mondial Judd Trump sur le score de 6-2, révélant qu'il s'agissait de la première fois qu'il avait bien maitrisé une rencontre télévisée. Il atteindra ensuite les huitièmes de finale pour la deuxième fois cette saison en brillant sur Jimmy Robertson par 6 manches à 0, mais subira une défaite aussi lourde face au Hong Kongais Marco Fu au tour suivant.  
En 2019, Oliver Lines est de nouveau huitième de finaliste à l'Open d'Inde, battu par le futur vainqueur Matthew Selt à la manche décisive. .
Aux séries professionnelles 2021, Oliver Lines a battu son père Peter Lines 2 manches à 0. C'est la première fois depuis 1986 qu'un père et son fils se sont rencontrés sur le circuit professionnel.
Au Masters de Turquie 2022, Lines rallie les quarts de finale d'un tournoi classé pour la première fois de sa carrière. Il bat Yan Bingtao par 5 manches à 4 en huitième de finale, avant de subir une courte défaite contre Shaun Murphy (5-4). 
Un an après, il atteint un nouveau quart de finale, cette fois au classique de snooker. À nouveau, il s'incline en manche décisive, mais contre un joueur sans expérience : Pang Junxu.
En 2024, Lines remporte le pro-am du Pink Ribbon

## Palmarès
| Légende | Catégorie                      | Titres                         | Finales                        |
|         | Tournois classés               | 0                              | 0                              |
|         | Tournois classés mineurs       | 0                              | 1                              |
|         | Tournois non classés           | 0                              | 0                              |
|         | Tournois pro-am                | 1                              | 0                              |
|         | Tournois amateurs              | 1                              | 0                              |
| Gras    | Tournois de la triple couronne | Tournois de la triple couronne | Tournois de la triple couronne |

### Titres
| Saison    | Nom du tournoi                                   | Lieu     | Finaliste      | Score | Tableau |
| 2014      | Championnat d'Europe amateur des moins de 21 ans | Bucarest | Josh Boileau   | 6-1   |         |
| 2024-2025 | Pink Ribbon                                      | Walsall  | Elliot Slessor | 4-3   |         |

### Finales
| Saison    | Nom du tournoi  | Lieu    | Finaliste      | Score | Tableau |
| 2014-2015 | Open de Haining | Haining | Stuart Bingham | 0-4   | Tableau |